# Jacob Gordin
Jacob Robert Gordin, född 12 maj 1966 i Stockholm, död 12 mars 2017 , var en svensk musiker.
Han gav ut tre soloplattor och var tidigare trummis i Gävlepunkbandet Bizex-B som släppte LP-skivor 1982 och 1983 samt kom ut med två återutgivna album på CD, med Gordin på trummor i början av 2006. 2005 gjorde han singeln Vad var det vi sa! tillsammans med Håkan Hemlin. Han har även gjort duetten Ligger med fötterna tillsammans med Plura från Eldkvarn. 1990 gjorde han långfilmsdebut på TV 4, Med en helvetes kraft. 1997 gjorde han låten Brynäs kom som en kampsång till hemstadens hockeylag Brynäs IF. Var en av deltagarna i True Talent TV3 2011. Ny Platta Spunk-City 2012 släpptes på Sheriff Records" Pernilla Anderssons bolag.
Gordin är begravd på Gamla kyrkogården i Gävle.